# Manuel María Leytón

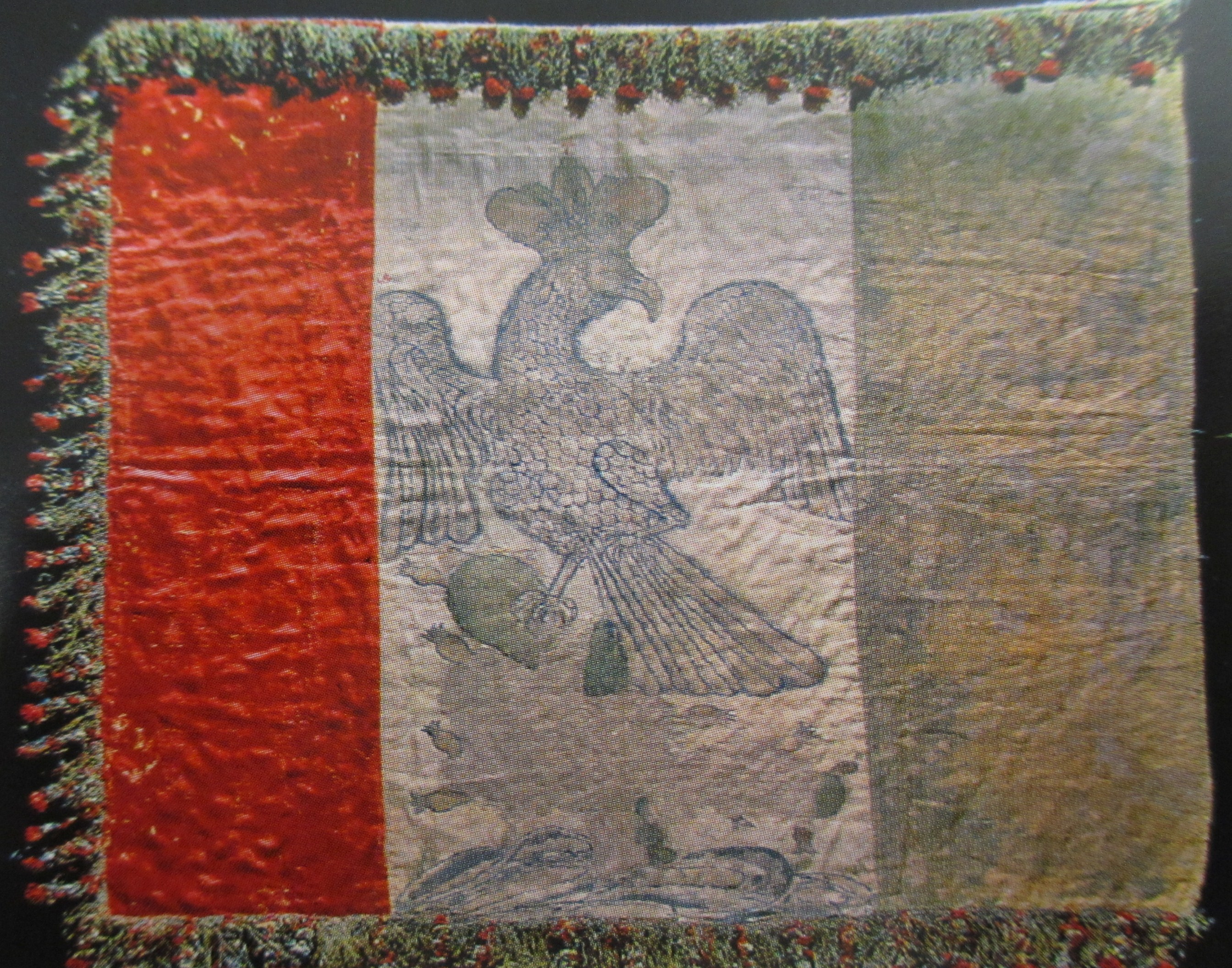
Bandera con la que Manuel María Leytón juró el Imperio de Iturbide, en San Juan Bautista, Tabasco el 9 de junio de 1822.

Manuel María Leytón fue un militar español, que gobernó la provincia de Tabasco, México de abril a junio de 1822, siendo el segundo gobernante de Tabasco en la época independiente.

## Gobernador de Tabasco
Siendo Teniente Coronel del Escuadrón de Dragones de Oaxaca, llegó a Tabasco con la instrucción de aprehender y hacer juicio de residencia al gobernador civil y militar de Tabasco, el Capitán Juan Nepomuceno Fernández Mantecón, a quien sustituyó en el cargo con el puesto de Jefe Superior Político del estado.
Junto con el Jefe Militar del estado, el General José Antonio Rincón, celebró la proclamación de Agustín de Iturbide como emperador el 9 de junio de 1822 en la Plaza Mayor de San Juan Bautista, la capital de Tabasco, desconociendo el Plan de Iguala. El elogio de Leytón al Emperador Iturbide decía:

"Soldados, la América Septentrional es ya feliz, pues se ha reconocido como Emperador al Generalísimo el Sr. Don Agustín de Iturbide, sedle siempre fieles a su augusta persona, cual lo habéis acreditado, y vivid firmemente persuadidos que nuestro Comandante General con la última gota de sangre que circule por sus venas, demostrará ser el único digno de señir la augusta Corona del Septentrión."
José María Leytón, Jefe Superior Político de Tabasco, 9 de junio de 1822.

En seguida, se cantó en la iglesia parroquial una solemne misa y un Te Deum en acción de gracias, con la asistencia de las autoridades y cuerpos civiles, eclesiásticos y militares. Se iluminó por la noche toda la población, se adornaron los balcones, ventanas y puertas con lucidas colgaduras.

## Otros cargos
En julio de ese mismo año, el Teniente Coronel Leytón entregó el gobierno de Tabasco a José Antonio Rincón y salió con rumbo a Oaxaca, en donde un año después firmó el acta pronunciándose en favor de la República Federal.
Debido a al expulsión de españoles ordenada por el gobierno mexicano en 1829, se fue a España y luego estuvo en Francia. Regresó a México en la década siguiente.
Al momento de fallecer, era Teniente Coronel y comandaba un Batallón de Infantería en Oaxaca.